# Sthenognatha
Sthenognatha este un gen de insecte lepidoptere din familia Arctiidae.

Cladograma conform Catalogue of Life:
| Sthenognatha | \| \| Sthenognatha cinda \| \| \| \| \| \| Sthenognatha flinti \| \| \| \| \| \| Sthenognatha gentilis \| \| \| \| \| \| Sthenognatha pyrophora \| \| \| \| \| \| Sthenognatha stenognatha \| \| \| \| \| \| Sthenognatha toddi \| \| \| \| |
|              | \| \| Sthenognatha cinda \| \| \| \| \| \| Sthenognatha flinti \| \| \| \| \| \| Sthenognatha gentilis \| \| \| \| \| \| Sthenognatha pyrophora \| \| \| \| \| \| Sthenognatha stenognatha \| \| \| \| \| \| Sthenognatha toddi \| \| \| \| |
|              | Sthenognatha cinda |
|              | |
|              | Sthenognatha flinti |
|              | |
|              | Sthenognatha gentilis |
|              | |
|              | Sthenognatha pyrophora |
|              | |
|              | Sthenognatha stenognatha |
|              | |
|              | Sthenognatha toddi |
|              | |